# Степанов, Владимир Николаевич
Владимир Николаевич Степанов (род. 1948) — советский, российский хозяйственный деятель, Заслуженный работник народного хозяйства Республики Карелия, Народный депутат СССР (1989—1991).

## Биография
Карел по национальности.
Трудовую деятельность начал в 1966 году плотником в зверосовхозе «Видлицкий» (Видлица).
В 1973 году окончил факультет промышленного и гражданского строительства Петрозаводского государственного университета с дипломом «инженера-строителя». В 1973—1981 годах — старший прораб зверосовхоза «Видлицкий». Член КПСС.
С 1981 года — директор зверосовхоза «Видлицкий». В 1989 году избран Народным депутатом СССР по Петрозаводскому избирательному округу.
В 1994—2006 годах — депутат Законодательного собрания Республики Карелия I—III созывов, председатель Комитета по лесопромышленной и аграрной политике, председатель Комитета по агропромышленной политике и развитию села.